# Ернст Клепп
Ернст Клепп (нім. Ernst Klepp; 24 грудня 1889, Пресбург — 18 серпня 1958, Ґрац) — австро-угорський, австрійський і німецький офіцер, генерал-лейтенант вермахту. Доктор права (25 жовтня 1924). Кавалер Німецького хреста в золоті.

## Біографія
18 серпня 1910 року вступив у австро-угорську армію. Учасник Першої світової війни, після завершення якої продовжив службу в австрійській армії. Після аншлюсу 15 березня 1938 року автоматично перейшов у вермахт. З 1 квітня 1938 року — в штабі 45-ї дивізії, з 10 листопада 1938 року — 30-ї піхотної дивізії.
26 серпня 1939 року відправлений у резерв ОКГ. З 20 серпня 1940 року — командир 526-го піхотного полку, з 1 квітня 1942 року — 370-ї піхотної дивізії. 13 вересня 1942 року знову відправлений у резерв ОКГ. З липня 1943 року — командир фортечної бригади «Крит», з 20 листопада 1943 року — 4-ї авіапольової дивізії, з 15 березня 1944 року — 133-ї фортечної дивізії, з 15 січня 1945 року — 702-ї піхотної дивізії. 8 травня 1945 року взятий в полон. В 1947 році звільнений.

## Звання
- Лейтенант (18 серпня 1910)
- Обер-лейтенант (1 серпня 1914)
- Гауптман (1 травня 1917)
- Титулярний майор (1 січня 1921)
- Штабс-гауптман (23 червня 1923)
- Майор (19 січня 1926)
- Оберст-лейтенант (10 лютого 1931)
- Оберст (16 травня 1934)
- Генерал-майор (1 квітня 1942)
- Генерал-лейтенант (1 квітня 1943)

## Нагороди
- Пам'ятний хрест 1912/13
- Медаль «За військові заслуги» (Австро-Угорщина)
  - бронзова з мечами
  - 2 срібних з мечами
- Хрест «За військові заслуги» (Австро-Угорщина) 3-го класу з військовою відзнакою і мечами
- Орден Залізної Корони 3-го класу з військовою відзнакою і мечами
- Військовий Хрест Карла
- Медаль «За поранення» (Австро-Угорщина) з однією смугою
- Пам'ятна військова медаль (Австрія) з мечами
- Хрест «За вислугу років» (Австрія) 2-го класу для офіцерів (25 років)
- Орден Заслуг (Австрія), лицарський хрест 1-го класу
- Почесний хрест ветерана війни з мечами
- Медаль «За вислугу років у Вермахті» 4-го, 3-го, 2-го і 1-го класу (25 років)
- Медаль «У пам'ять 1 жовтня 1938» із застібкою «Празький град»
- Залізний хрест 2-го і 1-го класу
- Німецький хрест в золоті (30 жовтня 1941)
- Медаль «За зимову кампанію на Сході 1941/42»